# Пчелињи крш
Пчелињи крш или Крш ку албина је локалитет градинског типа са остацима људског деловања из енеолитског, касноантичког и рановизантијског периода. Налази су у Лазници, насељеном месту на територији општине Жагубица.
Постоји Могуће је да је насеље коришћено и током раног средњег века. Ископавања су вршена у две кампање, 2006. године под вођством Душана Мекобрада и 2007. године под вођством Драгана Јацановића. Том приликом су откривени објекти и остаци бедема на западној, источној и јужној страни утврђења изграђени током рановизантијског периода.